# Daniel Isaac Axelrod
Daniel Isaac Axelrod (Brooklyn, 16 luglio 1910 – Davis, 2 giugno 1998) è stato un botanico e geologo statunitense.
Axelrod fu un importante paleo-ecologo specializzatosi nella flora della Cordigliera americana del Terziario, in particolare ponendo in correlazione le evidenze fossili con indicatori di cambiamento climatico.

## Biografia
Axelrod conseguì i titoli di Bachelor of Arts in Botanica e di Master of Arts e Ph.D. in Paleobotanica presso l'Università di Berkeley.
Durante la II guerra mondiale, prestò servizio nello United States Army effettuando analisi strategiche di fotografie aeree del terrane.
Dopo la guerra, fu assunto come professore associato di Geologia presso l'Università della California a Los Angeles.
Divenuto professore ordinario sia di Geologia sia di Botanica alla UCLA, nel 1967 si trasferì all'Università della California di Davis con l'incarico di professore di Paleoecologia.
A Davis, nel 1976, Axelrod divenne professore emerito.
Nel 1981 fu eletto membro della American Academy of Arts and Sciences.
Le sue raccolte di campioni di flora fossile sono conservate presso lo University of California Museum of Paleontology.

## Onorificenze
- Paleontological Society Medal, 1990